# Jörundur Þórisson
Jörundur háls Þórisson (Thorisson, n. 905) foi um víquingue e colono em Austur-Húnavatnssýsla na Islândia. É um personagem da saga Vatnsdœla onde surge como um influente Bóndi (húsbóndi) relacionado com Ingimundur Þorsteinsson. Teve dois filhos, Már Jörundsson (n. 948) que também é um personagem da mesma saga, e Halla Jörundsdóttir (n. 950).